# Джамбулский областной комитет КП Казахстана
Джамбу́льский областной комитет КП Казахстана (каз. Жамбыл облыстық партия комитетінің бірінші хатшылары) — орган управления Джамбульской областной партийной организацией КП(б) — КП Казахстана (1940—1991 годы).
Джамбульская область в составе Казахской ССР была образована 14 октября 1939 года из части Южно-Казахстанской области с центром в городе Джамбул.
С 3 мая 1962 года по 1 декабря 1964 года наряду с Чимкентской и Кзыл-Ординской областями входила в состав Южно-Казахстанского края Казахской ССР.

## Первые секретари обкома
- 1940—1945 — Ткаченко, Михаил Игнатьевич
- 1945—1952 — Едильбаев, Измухаммед Едильбаевич
- 1952—1957 — Артыгалиев, Шолак Артыгалиевич
- 1957—1959 — Сапаргалиев, Махмуд Сапаргалиевич
- 1959—декабрь 1962 — Аскаров, Асанбай Аскарулы
- Декабрь 1962—декабрь 1964 — (сельский) Аскаров, Асанбай Аскарулы
- Декабрь 1964—1965 — Аскаров, Асанбай Аскарулы
- 1965—1970 — Садвакасов, Бименде Садвакасович
- 1970—1971 — Иксанов, Мустахим Белялович
- 1971—июнь 1972 — Журмухамедов, Мукатай Журмухамедович
- Июнь 1972—февраль 1983 — Бектурганов, Хасан Шайахметович
- Февраль 1983—3 декабря 1988 — Жакупов, Ануар Камзинович (в связи с выходом на пенсию)[1]
- 3 декабря 1988—12 июня 1990 — Байжанов, Сабит Муканович[1]
- 12 июня 1990—7 сентября 1991 — Байгельдиев, Омирбек Байгельдиевич